# Gargara nigrostigmata
Gargara nigrostigmata är en insektsart som beskrevs av Anufriev. Gargara nigrostigmata ingår i släktet Gargara och familjen hornstritar. Inga underarter finns listade i Catalogue of Life.